# Irijo
Irijo (en gallego y oficialmente O Irixo) es un municipio español de la provincia de Orense, en la comunidad autónoma de Galicia. El término municipal, perteneciente a la comarca de Carballino, tiene una población de 1357 habitantes (INE 2024).

## Localización
Se puede llegar a él mediante la carretera que une Carballino con Lalín. También cuenta con estación ferroviaria.

## Historia
Hacia mediados del siglo XIX, el municipio tenía contabilizada una población de 3720 habitantes. Aparece descrito en el noveno volumen del Diccionario geográfico-estadístico-histórico de España y sus posesiones de Ultramar de Pascual Madoz con las siguientes palabras:

IRIJO: ayunt. en la prov. y dióc. de Orense (6 leg.), part. jud. de Señorin en Carballino (1 1/2), aud. terr. y c. g. de la Coruña (22). sit. en la parte setentrional de la prov. y al E. del monte Testeiro. Reinan todos los vientos y el clima es templado y sano. Comprende las felig. de Campo, Sta. María (cap.); Cangues, San Esteban; Ciudad, Sta. Marina; Corneda, Santiago; Cusanca, San Cosme; Dadin, San Pedro; Espiñeira, San Pedro; Froufe, San Juan; Loureiro, Sta. Marina; Parada de Labiote, San Julian, y Readegos, Sta. Eulalia. Confina el térm. municipal N., prov. de Pontevedra; E. ayunt. de Cea; S. Señorin, en Caraballino, y O. monte Testeiro. El terreno participa de monte y llano; es fertil y le bañan distintos riach. que van sucesivamente al r. Viñao, el cual corre de N. á S., y confluye en el r. Abia. Los caminos dirigen á Carballino, Ribadavia, Orense y otros puntos, en estado regular. prod.: cereales, patatas, legumbres, hortalizas, lino, frutas y pastos: se cria ganado vacuno, de cerda, lanar y cabrío; caza y pesca de varias clases. ind.: la agrícola, molinos harineros y telares de lienzos ordinarios. pobl.: 910 vec.. 3,720 almas. contr.: (V. el cuadro sinóptico del partido judicial.
(Madoz, 1847, p. 444)

## Geografía humana

### Demografía
Cuenta con una población de 1357 habitantes (INE 2024).
| Gráfica de evolución demográfica de O Irixo entre 1842 y 2021 |
| |
| Población de derecho según los censos de población del INE Población de hecho según los censos de población del INEEn estos censos se denominaba Irijo: 1842, 1857, 1860, 1877, 1887, 1897, 1900, 1910, 1920, 1930, 1940, 1950, 1960 y 1970 En este censo se denominaba Irixo: 1981 |

### Organización territorial
El municipio está formado por ciento trece entidades de población distribuidas en doce parroquias:
- Campo (Santa María)
- Cangues (San Esteban)[7][10]
- Ciudad[8] (Santa Marina)[7][11]
- Corneda (Santiago)
- Cusanca (San Cosme)[12]
- Dadín (San Pedro)
- Espiñeira (San Pedro)
- Froufe (San Juan)[13]
- Loureiro (Santa María)[7][14]
- Parada de Laviote[8] (San Julián)[7][15]
- Readigos[8] (Santa Eulalia)[7][9][16]
- Regueiro[8] (San Pedro)[7][9][17]

## Alcaldía y elecciones locales
El actual alcalde es Manuel Cerdeira Lorenzo, del PPdeG, que gobierna con mayoría absoluta.
| Elecciones municipales del 26 de mayo de 2019 |       |         |            |
| Partido                                       | Votos | %       | Concejales |
| Partido Popular                               | 672   | 66,87 % | 6          |
| PSdeG                                         | 329   | 32,74 % | 3          |